# Uthinia albisignalis
Uthinia albisignalis is een vlinder uit de familie van de grasmotten (Crambidae). De wetenschappelijke naam van de soort is voor het eerst gepubliceerd in 1896 door George Francis Hampson.
De voorvleugellengte bedraagt ongeveer 9 millimeter.

## Verspreiding
De soort komt voor in India, Nepal, Myanmar, Thailand, Vietnam, Maleisië, Java, Filipijnen en Taiwan.

## Biologie
De soort leeft in bergbossen tussen de 400 en 2100 meter hoogte. De rups leeft waarschijnlijk op varens.